# Monarquia da Grécia
O Reino da Grécia (em grego: Βασίλειον τῆς Ἑλλάδος, Vasílion tis Elládos) foi um Estado estabelecido em 1832 na Conferência de Londres pelas Grandes Potências (Reino Unido, França e Império Russo). Foi reconhecido internacionalmente no Tratado de Constantinopla onde também garantiu a independência do Império Otomano, tornando-se o primeiro Estado grego completamente independente desde a queda do Império Bizantino às mãos dos Otomanos em meados do século XV. Passou por governos provisórios da Guerra de Independência Grega e durou até 1924, quando a monarquia foi abolida pela primeira vez e a Segunda Republica Helénica declarada. O reino foi restabelecido em 1935 e durou até 1974 quando, após uma ditadura que durou sete anos, a actual Terceira Republica foi instaurada.

## Casa de Wittelsbach

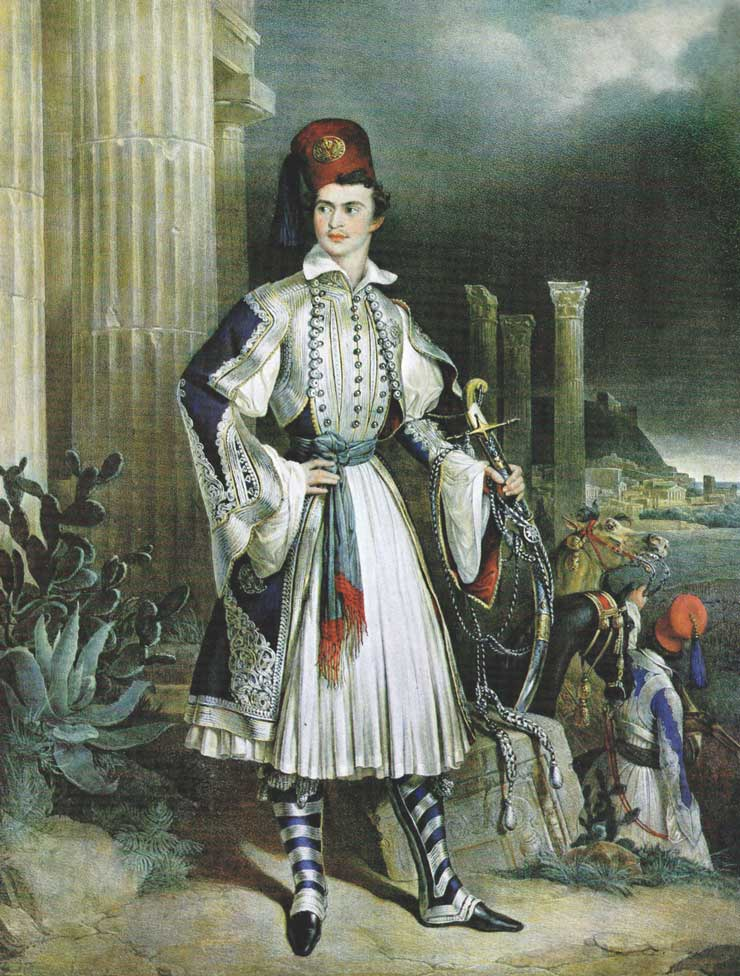
Oto I da Grécia.

Os gregos tinham-se revoltado contra o Império Otomano em 1821, levando a um conflito que durou até 1829. Desde 1828 a Grécia foi liderada pelo conde Ioánnis Kapodístrias, mas após o seu assassinato em 1831, o país entrou em guerra civil. Foi nesta altura que as Grandes Potências decidiram intervir no país e torná-lo numa monarquia. Na Conferência de Londres de 1832, Grã-Bretanha, França e Império Russo ofereceram o trono da Grécia ao príncipe Oto da Baviera , de 17 anos, que se tornou no primeiro rei da Grécia. Oto era ainda menor de idade quando chegou ao país, por isso foi um Conselho de Regência governou em seu nome até 1835. Nesse ano, Oto iniciou um período de monarquia absoluta no qual escolheu um conselheiro (normalmente da Baviera) para ser Presidente do Conselho de Estado e, por vezes, era ele próprio o seu principal conselheiro.

### Revolução de 3 de Setembro de 1843
Em 1843 a insatisfação pública com o rei Oto e o seu governo atingiu seu ponto mais alto e a população começou a exigir uma constituição. Inicialmente Oto recusou-se a concedê-la, mas assim que as tropas alemãs foram retiradas do reino, iniciou-se um golpe militar. A 3 de Setembro de 1843, a infantaria, liderada pelo coronel Dimitrios Kallergis e o respeitado capitão Ioannis Makriyannis que tinha participado na revolução da independência, reuniu-se na praça em frente ao palácio em Atenas. Os rebeldes recusaram-se a sair do lugar enquanto o rei não garantisse uma constituição que assegurasse a participação de políticos gregos no conselho, que convocasse uma assembleia nacional e que agradecesse pessoalmente os líderes da revolta. O rei cedeu à pressão da infantaria e às exigências da multidão.

### Queda
Em 1862 enquanto o rei Oto estava em visita ao Peloponeso, iniciou-se um novo golpe de Estado e, desta vez, criou-se um Governo Provisório e foi convocada uma Conferência Nacional. Os embaixadores das Grandes Potências exortaram o rei para que não resistisse e este, e juntamente com a sua esposa, a rainha Amália, refugiou-se num navio de guerra britânico e regressou à Baviera, da mesma forma que tinha chegado à Grécia, a bordo de um navio militar britânico, levando consigo as insígnias reais gregas que tinha trazido da Baviera em 1832. Foi já sugerido que, se Oto e Amália tivessem tido um herdeiro, não tinham sido destituídos, visto que a questão da sucessão também era um grande problema na altura. Contudo, também é verdade que a Constituição de 1843 garantia a sucessão de Oto através dos seus dois irmãos mais novos e dos seus descendentes.

## Casa de Glücksburg

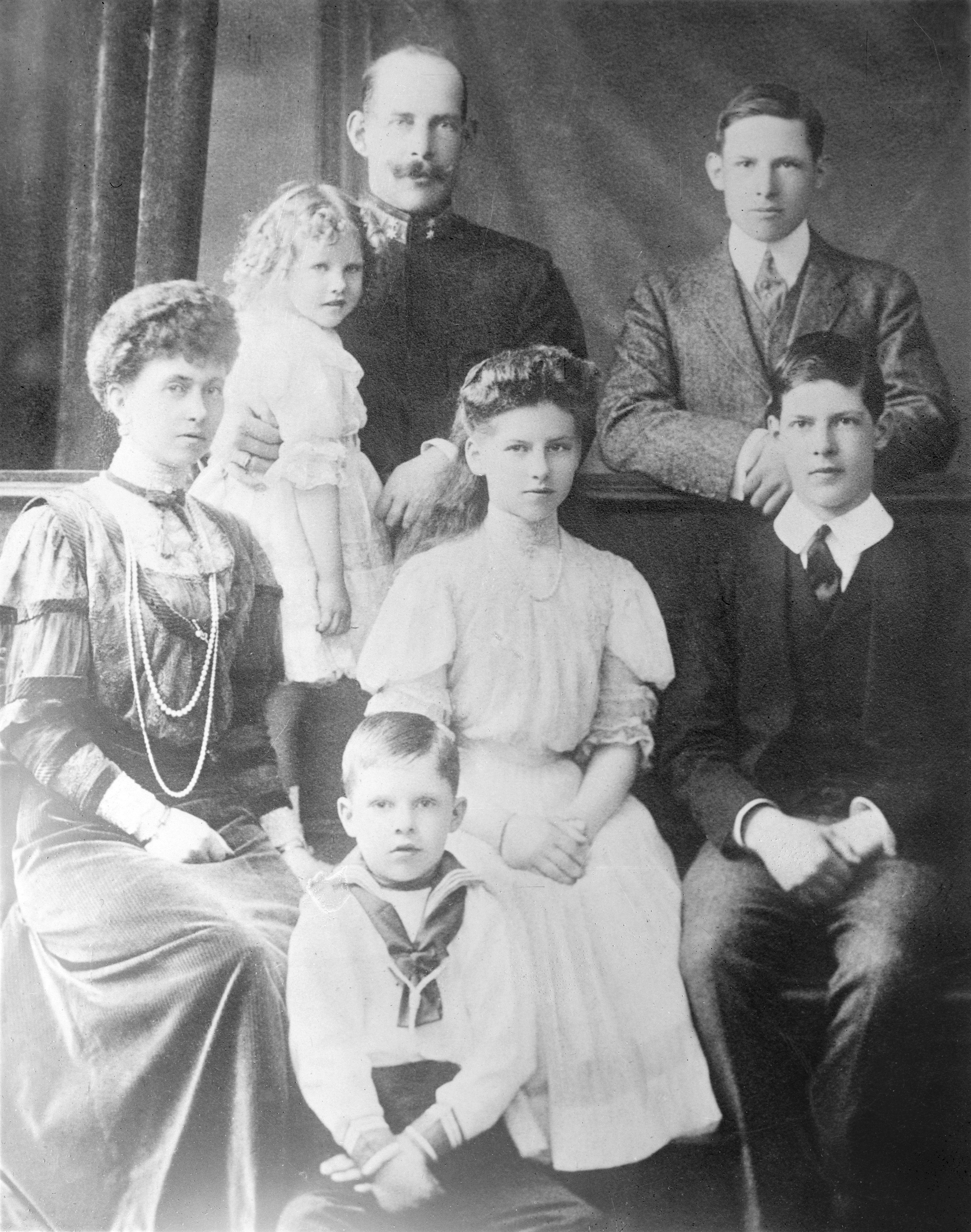
O rei Constantino I da Grécia com os seus filhos, incluindo três futuros reis da Grécia: Alexandre I, Jorge II e Paulo I.

Após a deposição do rei Oto em 1862, foi eleito o príncipe Guilherme da Dinamarca, de 17 anos, para governar a Grécia como monarca constitucional, passando a ser conhecido por Jorge I. Reinou durante 50 anos e o seu reinado é conhecido por ter ampliado as fronteiras gregas (após a sua ascensão ao trono a Grã-Bretanha cedeu as Ilhas Jónicas à Grécia), pelo progresso econômico e pelo reconhecimento de que o líder de governo devia ser aquele que obtivesse mais votos da população e não o homem que mais agradasse ao rei. Contudo, Jorge não deixou de ser bastante activo politicamente. Foi assassinado em 1913 em Salónica, que tinha sido recentemente anexada à Grécia como resultado da vitória da Liga Balcânica, da qual a Grécia fazia parte, na Primeira Guerra dos Balcãs.
O rei Jorge I foi sucedido pelo seu filho mais velho, o rei Constantino I que tinha se destacado como líder militar na demanda grega para acrescentar territórios aos seus domínios. Tinha sido educado na Alemanha e era casado com a princesa Sofia da Prússia, irmã do kaiser Guilherme II. Constantino era considerado pró-germânico, uma posição oposta à do ministro Eleftherios Venizelos que apoiava a Tríplice Entente. O fato de o rei ter feito o possível para manter o seu país neutro durante a Primeira Guerra Mundial alimentara ainda mais estas suspeitas. As potências da Tríplice Entente apoiavam Eleftherios Venizelos e, após a Cisma Nacional, onde foram estabelecidos dois governos distintos em Atenas e Salónica, a Grécia juntou-se à Entente e o rei Constantino foi forçado a abdicar em favor do seu segundo filho, Alexandre, em 1917. A Grécia foi recompensada pelo seu apoio do lado vitorioso com territórios na Ásia Menor, incluindo Esmirna. O rei Alexandre morreu em 1920 de uma dentada de macaco e o seu pai regressou à Grécia como rei. Depois da desastrosa Guerra Greco-Turca de 1919-1920, o rei Constantino foi novamente deposto e exilado na Sicília.
O rei Constantino foi sucedido pelo seu segundo filho, o rei Jorge II, que deixou o país em 1924, quando a Segunda República Helénica foi declarada. Em 1935 houve outro golpe militar liderado pelo general Georgios Kondylis que aboliu a república e encenou um plebiscito onde foi aprovada a restauração da monarquia. O rei Jorge II regressou ao país onde se tornou um apoiante activo do regime ditatorial de Metaxas. Durante a invasão alemã da Grécia em 1941 na Segunda Guerra Mundial, Jorge fugiu com o governo para o Egipto, regressando depois à Grécia em 1946, governando até à sua morte em 1947.
O rei Jorge foi então sucedido pelo seu último irmão, o rei Paulo, que reinou de 1947 até à sua morte em 1964. O seu filho, o rei Constantino II, foi rei até ser exilado depois de um contra-golpe falho contra a Junta Militar em Dezembro de 1967. A junta nomeou um regente ilegal para substituir o rei e eventualmente encenou um plebiscito cuidadosamente controlado em 1973 que levou à abolição ilegal da monarquia. Georgios Papadopoulos tornou-se presidente da Grécia no dia 1 de Junho de 1973.
O reinado da junta militar acabou efectivamente no ano seguinte, mas o rei Constantino II não foi restaurado ao trono. A questão da sua re-entronação foi resolvido por outro plebiscito, em 8 de Dezembro de 1974, onde 69% da população grega votou a favor da abolição definitiva da monarquia.

## Família Real Grega
|  |  |  |  |  |

A Família real grega descende diretamente da Casa de Schleswig-Holstein-Sonderburg-Glücksburg, da Alemanha. O primeiro monarca desta casa foi Jorge I, filho de Cristiano IX da Dinamarca. Geralmente, quase todos os membros da família real grega, exceto o rei e a rainha, recebiam os títulos de Príncipe (Princesa) da Grécia e Dinamarca e o tratamento de Sua Alteza Real, como é o caso do atual Duque de Edimburgo.
- Sua Majestade o Rei Constantino II da Grécia, Príncipe da Dinamarca
- Sua Majestade a Rainha Ana Maria da Grécia, Princesa da Dinamarca
  - Sua Alteza Real a Princesa Alexia da Grécia e Dinamarca
  - Paulo, Príncipe Herdeiro da Grécia, Príncipe da Grécia e Dinamarca
  - Maria, Princesa Consorte da Grécia
    - Sua Alteza Real a Princesa Maria Olympia da Grécia e Dinamarca
    - Sua Alteza Real Príncipe Constantino Aleixo da Grécia e Dinamarca
    - Sua Alteza Real o Príncipe Achileas-Andreas da Grécia e Dinamarca
    - Sua Alteza Real o Príncipe Odysseas-Kimon da Grécia e Dinamarca
    - Sua Alteza Real o Príncipe Aristide Stavros da Grécia e Dinamarca

  - Sua Alteza Real o Príncipe Nicolau da Grécia e Dinamarca
  - Sua Alteza Real a Princesa Tatiana da Grécia e Dinamarca
  - Sua Alteza Real a Princesa Teodora da Grécia e Dinamarca
  - Sua Alteza Real o Príncipe Filipe da Grécia e Dinamarca

### Restante da Família
- Sua Majestade a Rainha Sofia de Espanha
- Sua Alteza Real a Princesa Irene da Grécia e Dinamarca
- Sua Alteza Real o Príncipe Michael da Grécia e Dinamarca
  - Marina, Princesa Michael da Grécia e Dinamarca
- Princesa Alexandra, Senhora Mirzayantz
- Sua Alteza Real a Duquesa de Apulia
- Sua Alteza Real o Príncipe Miguel da Grécia e Dinamarca

## Monogramas
Alguns membros da Família Real Grega tem o seu monograma real próprio.

Monograma Real de SM o Rei Constantino II da Grécia
Monograma Real de Paulo, Príncipe  Herdeiro da Grécia e da sua esposa Maria, Princesa Consorte da Grécia

## Armas e Estandartes

### Estandartes

Estandarte Pessoal dos Reis da Grécia
Estandarte do Príncipe Herdeiro da Grécia

### Armas

Armas do Príncipe Herdeiro da Grécia
Armas dos Príncipes da Grécia

## Residências Reais

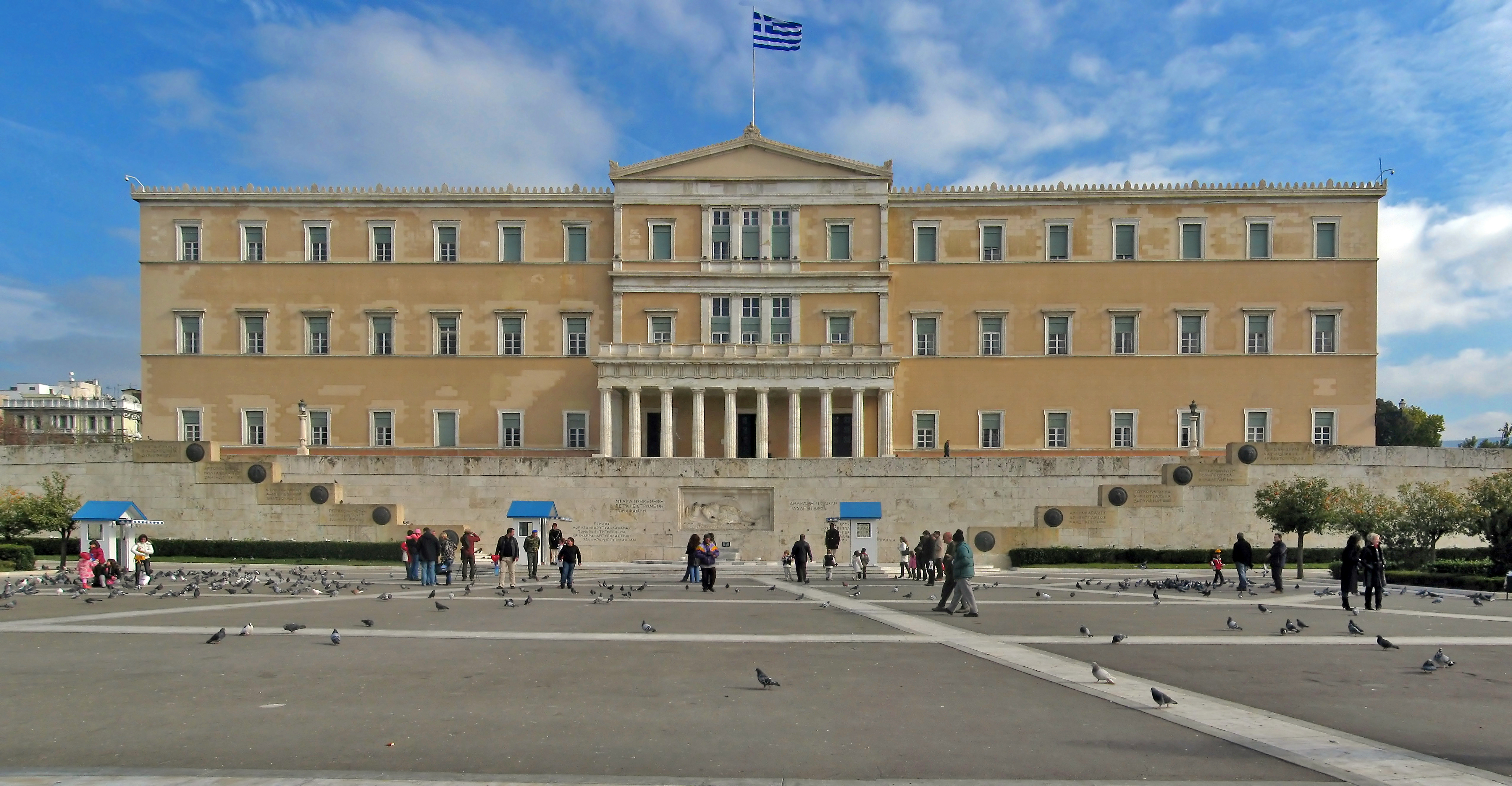
Palácio Real de Atenas
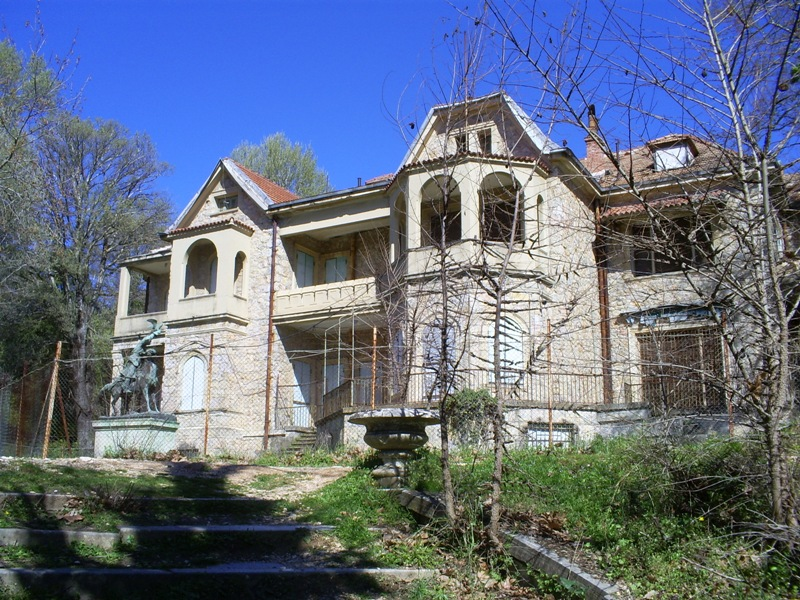
Palácio de Tatoi
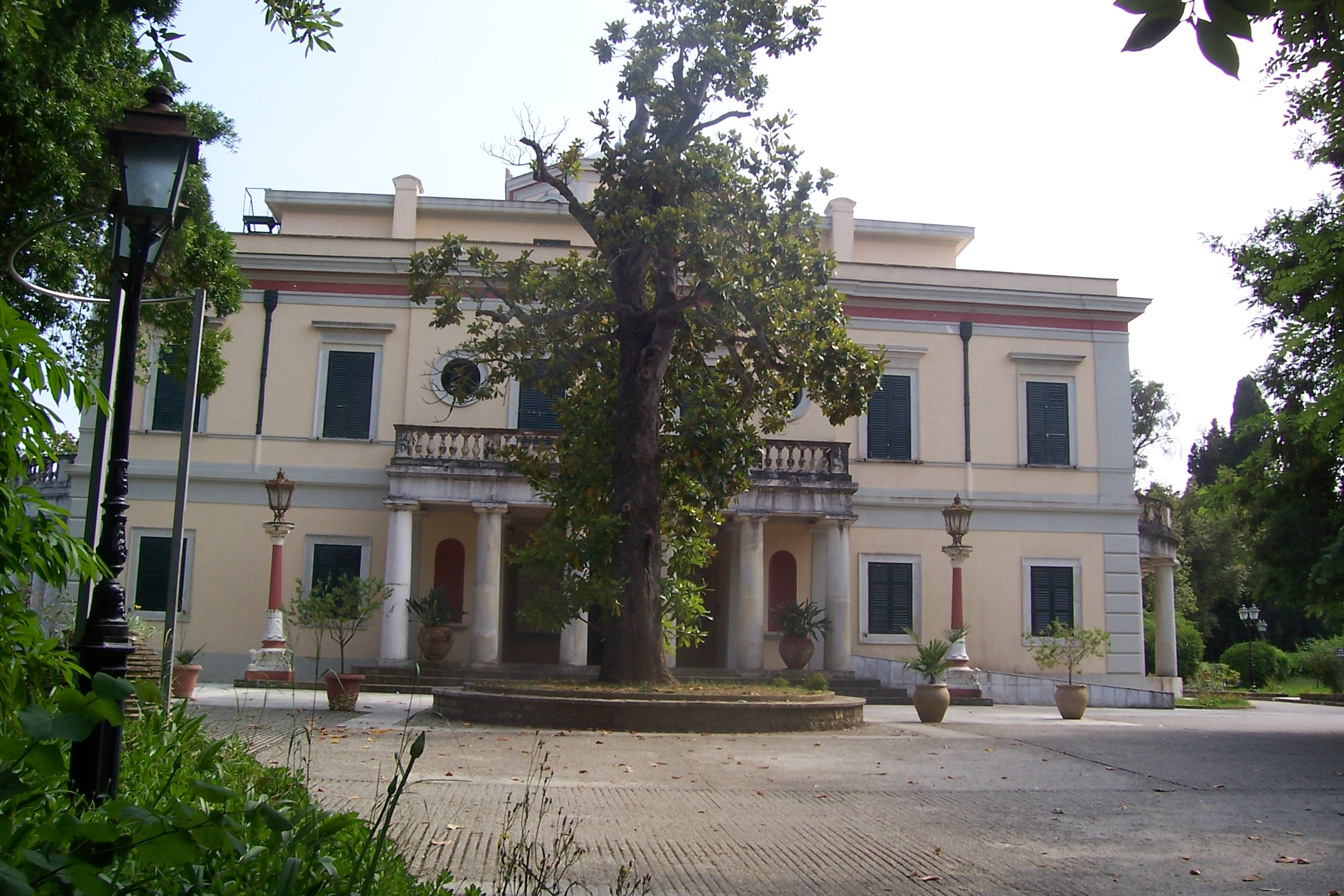
Mon Repos, Corfu
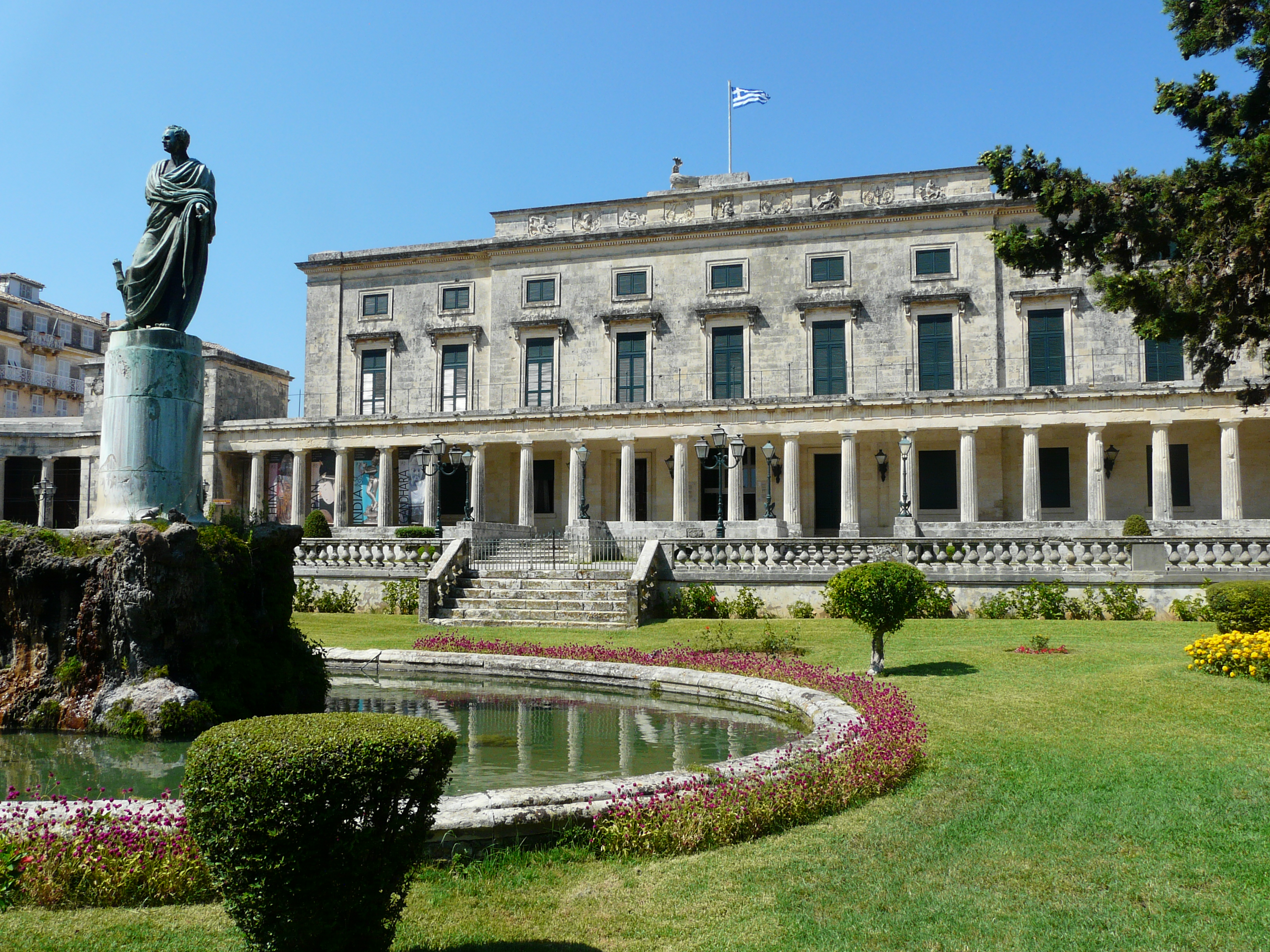
Palácio de St. Michael e St. George
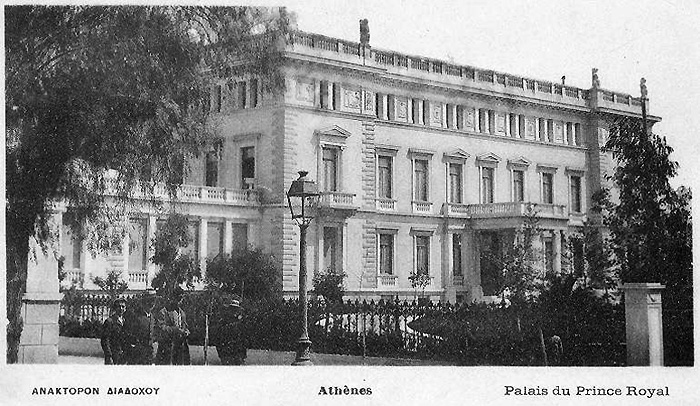
Palácio Presidencial de Atenas

Nenhum dos palácios reais da Grécia foi devolvido à Família Real Grega. Atualmente os Reis da Grécia vivem em Hampstead, Londres. Hampstead é uma área da cidade inglesa de Londres, localizada a pouco mais de seis quilômetros a noroeste de Charing Cross. Faz parte do borough londrino de Camden, e situa-se na Inner London. A região tem um dos mais altos custos de moradia de Londres, ou mesmo do mundo, com mansões à venda por mais de 20 milhões de libras. A aldeia de Hampstead tem mais milionários dentro de seus limites que qualquer outra área do país.

## Lista de monarcas

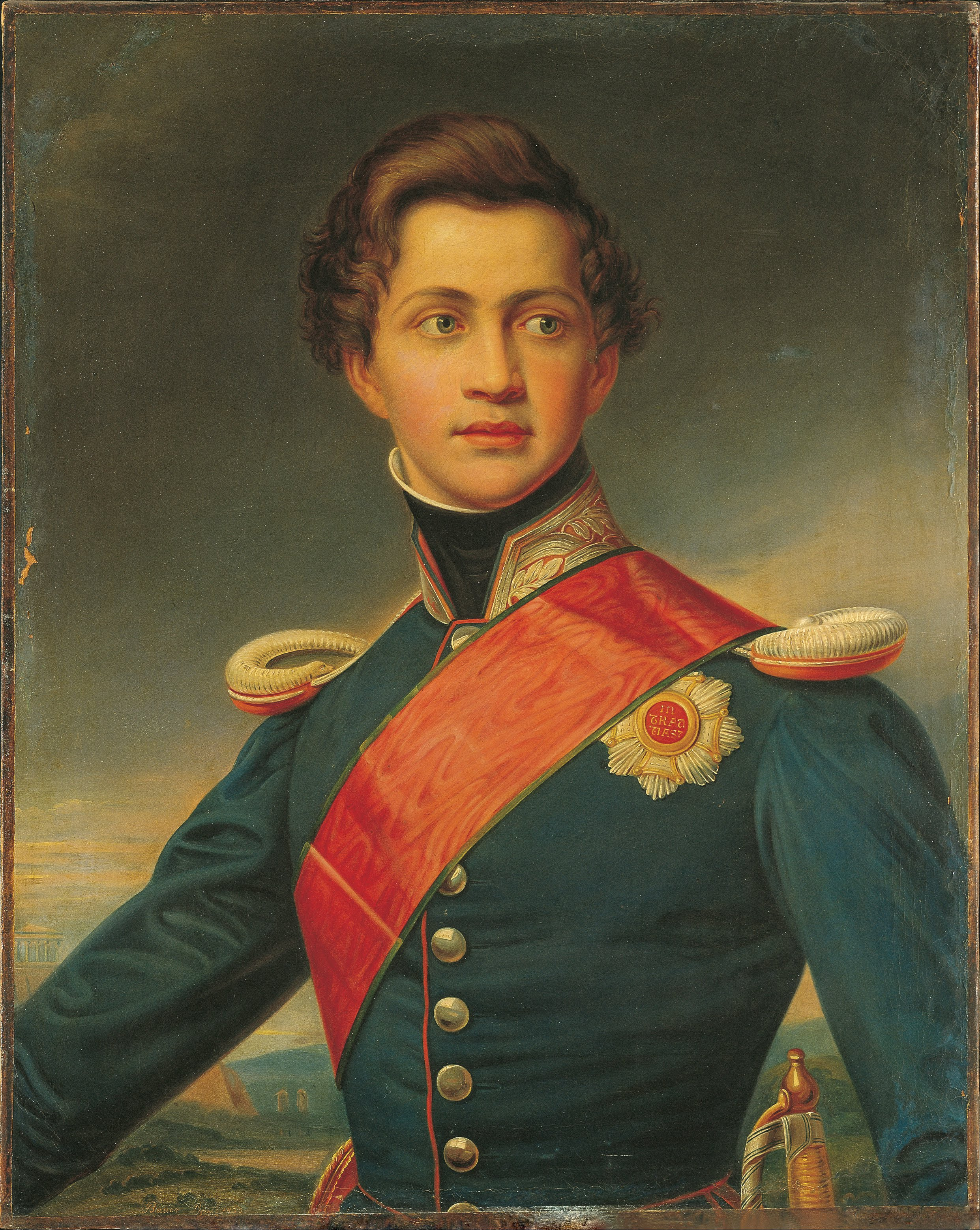
Oto I da Grécia
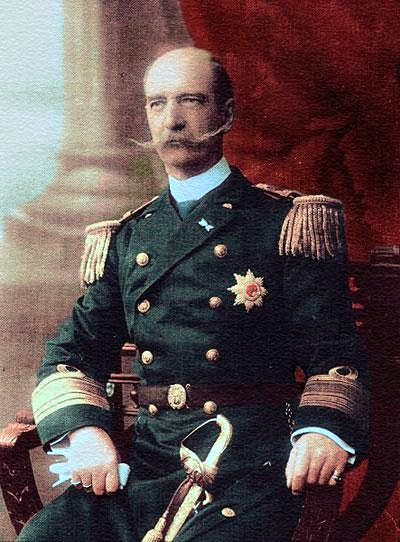
Jorge I da Grécia
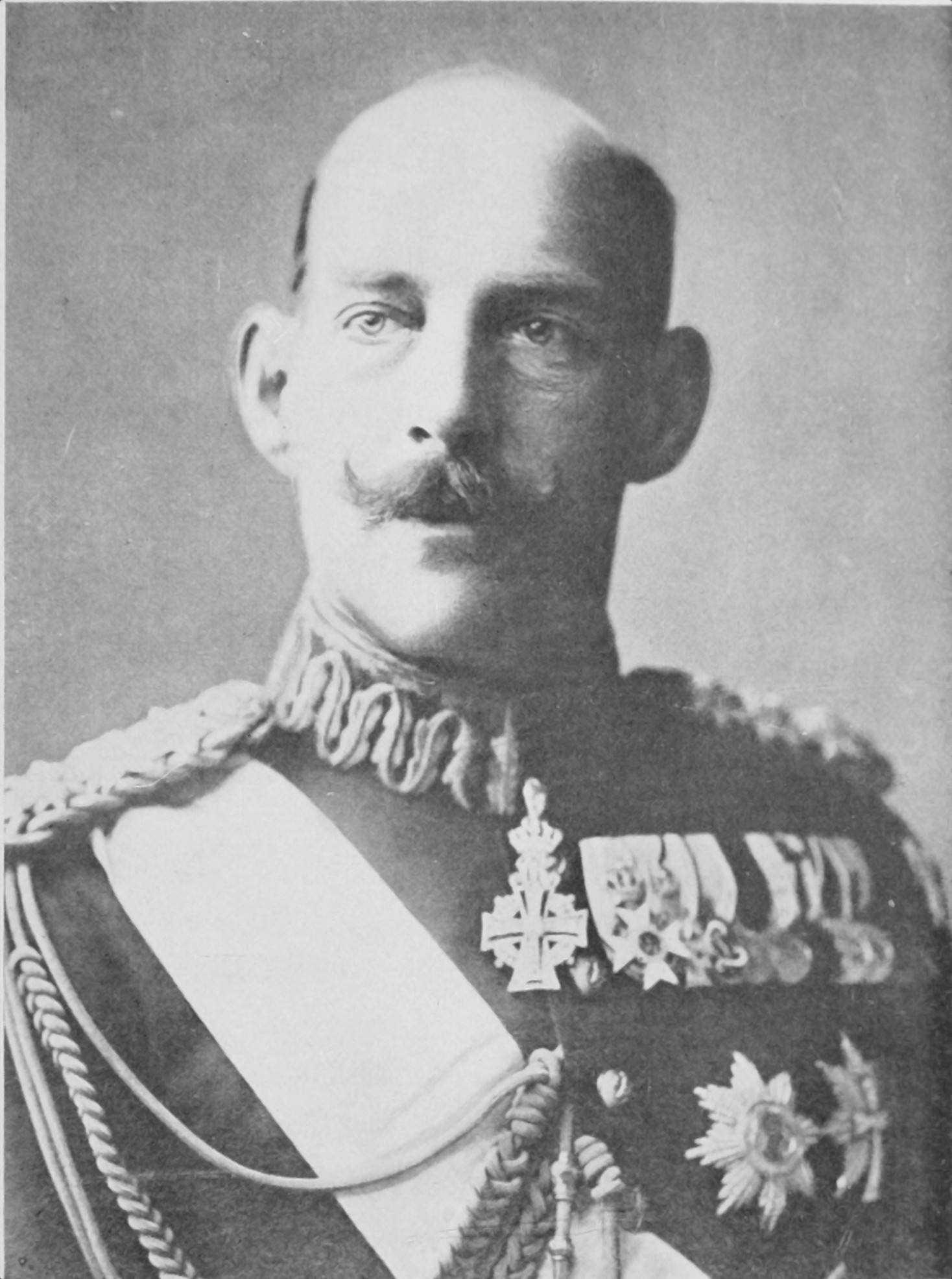
Constantino I da Grécia
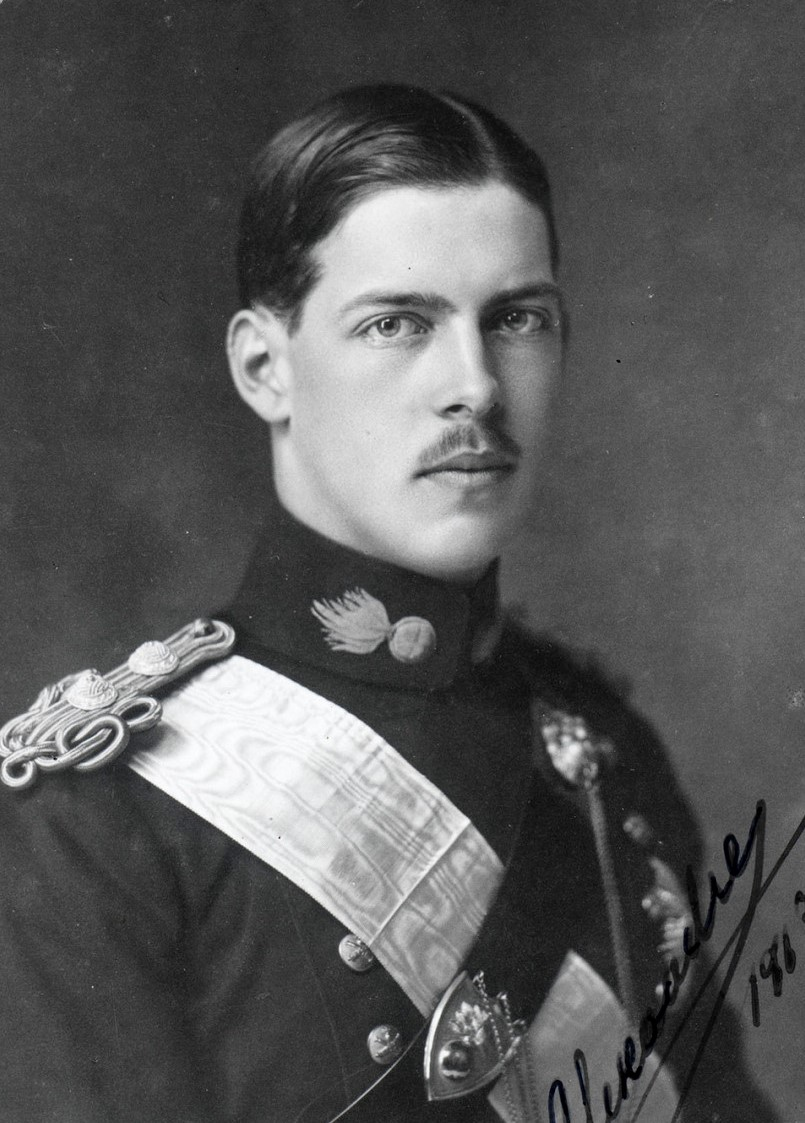
Alexandre I da Grécia
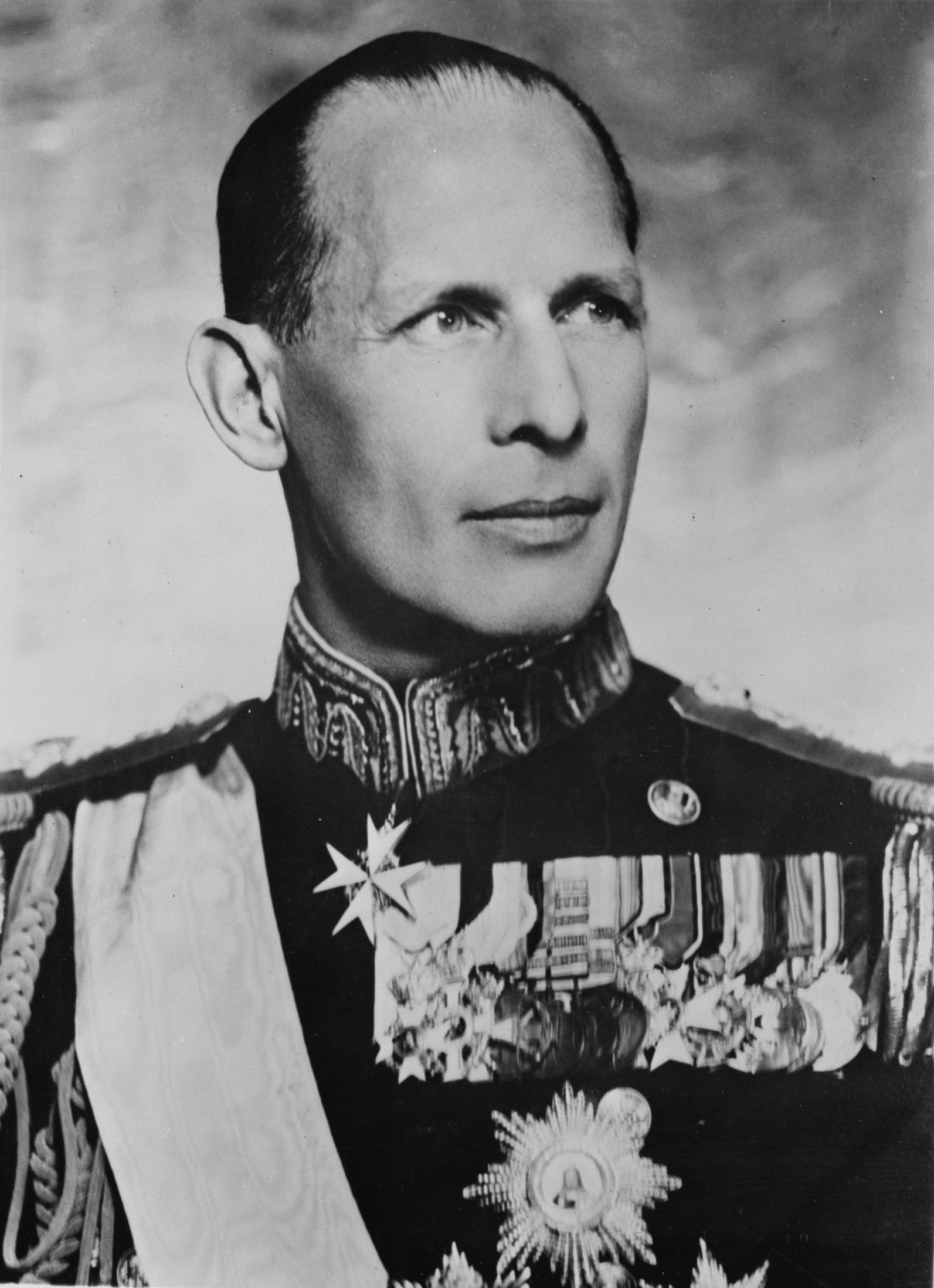
Jorge II da Grécia
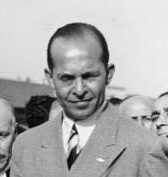
Paulo I da Grécia
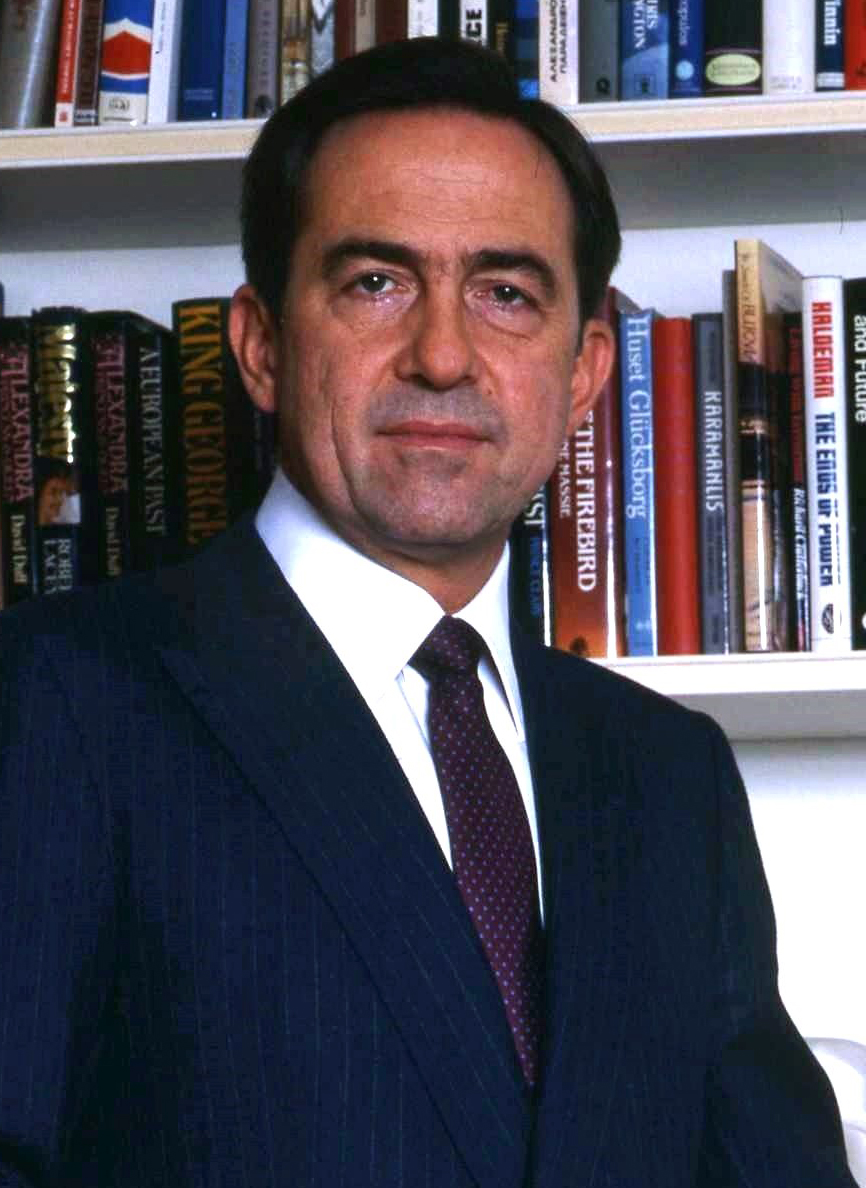
Constantino II da Grécia

- Oto I da Grécia - 6 de Fevereiro de 1833 - 23 de Outubro de 1862
- Jorge I da Grécia - 30 de Março de 1863 – 18 de Março de 1913
- Constantino I da Grécia - 18 de Março de 1913 - 11 de Junho de 1917 e 19 de Dezembro de 1920 - 27 de Setembro de 1922
- Alexandre I da Grécia - 11 de Junho de 1917 - 25 de Outubro de 1920
- Jorge II da Grécia - 27 de Setembro de 1922 - 25 de Março de 1924 e 3 de Novembro de 1935 – 1 de Abril de 1947
- Paulo I da Grécia - 1 de Abril de 1947 - 6 de Março de 1964
- Constantino II da Grécia - 6 de Março de 1964 - 1 de Junho de 1973